# 電気通信事業
電気通信事業（でんきつうしんじぎょう）は、電気通信事業法第2条に規定する電気通信役務を行う事業のことである。

## 定義
2011年（平成23年）6月30日以降の電気通信事業法第2条の定義各号を掲げる。
1. 電気通信
有線、無線その他の電磁的方式により、符号、音響又は影像を送り、伝え又は受けること
2. 電気通信設備
電気通信を行うための機械、器具、線路その他の電気的設備
3. 電気通信役務
電気通信設備を用いて他人の通信を媒介し、その他電気通信設備を他人の通信の用に供すること
4. 電気通信事業
電気通信役務を他人の需要に応ずるために提供する事業（放送法第118条第1項に規定する放送局設備供給役務に係る事業を除く。）
5. 電気通信事業者
電気通信事業を営むことについて、第9条の登録を受けた者及び第16条第1項の規定による届出をした者
6. 電気通信業務
電気通信事業者の行う電気通信役務の提供の業務

## 区分
2004年（平成16年）4月1日 より、第一種・第二種という区分が廃止され、許可制を廃止して登録・届出制となった。
届出（電気通信事業法第16条）
電気通信回線設備を設置する事業者のうち、以下の二つの要件を満たす電気通信事業を営む者（電気通信事業法施行規則第3条第1項）
端末系伝送路設備が一の市町村の区域（特別区、政令指定都市にあっては「区」とする）に留まること。
中継系伝送路設備が一の都道府県内の区域に留まること。
伝送路設備を有しない事業者
登録（電気通信事業法第9条）
上記の要件を超える伝送路設備を設置して事業を営む者（電気通信事業法）
また、一定規模を超える伝送交換設備については伝送交換主任技術者資格者証・線路設備については線路主任技術者資格者証を保有するものの中から電気通信主任技術者を選任し、工事・維持・運用の監督を行わせなければならない（電気通信事業法第45条）。

### 指定電気通信設備
特定の地域の同種の伝送路設備の電気通信回線の数のうちに占める割合が大きい「指定電気通信設備」に指定された設備は、他の電気通信事業者への開放が義務付けられる（いわゆる「ドミナント規制」）。具体的には相互接続時の技術的条件やアクセスチャージ等を定めた接続約款を作成し、総務大臣の認可を得なければならない。指定電気通信設備には固定電話に関する第一種と携帯電話に関する第二種があり、
開放義務が課せられる割合は、総務省令電気通信事業法施行規則に規定され、2012年（平成24年）6月19日以降、第一種が50%、第二種が10%。

### 従前の区分
電気通信事業法改正前までは、伝送路設備を保有する第一種電気通信事業、保有しない第二種電気通信事業の区分があった。
第一種電気通信事業
第一種電気通信事業は伝送路設備・伝送交換設備・付帯設備を設置し、利用者の用に供する事業を指していた。第一種電気通信事業を行う者は総務大臣の許可が必要で、安定した事業を求められるため、様々な制約があった。主要な事業者は、NTT、KDDI、ソフトバンクテレコム、ポケットベル事業者、CATV事業者である。
また、伝送交換設備については第一種伝送交換主任技術者資格者証・伝送路設備については線路主任技術者資格者証を保有するものの中から電気通信主任技術者を選任し、工事・維持・運用の監督を行わせなければならなかった。
第二種電気通信事業
第二種電気通信事業は、第一種電気通信事業者が設置した伝送路設備を利用し、インターネットサーバ等を設置し利用者に貸し出す事業などソフトウェア的なサービスを利用者に貸し出す事業を指していた。
一定規模を超える事業である、特別第二種電気通信事業を行うものは、総務大臣の登録を受けなければならなかった。また、伝送交換設備について第二種伝送交換主任技術者資格者証を保有するものの中から電気通信主任技術者を選任し、工事・維持・運用の監督を行わせなければならなかった。
一定規模以下の事業である、一般第二種電気通信事業を行うものは、総務大臣への届出が必要であるが、比較的容易に行うことが出来た。